# 特里格利茨
特里格利茨（德語：Triglitz）是德国勃兰登堡州的一个市镇，隶属于普里格尼茨县。总面积为31.82平方千米，截至2020年总人口为497人。